# Corrado Govoni

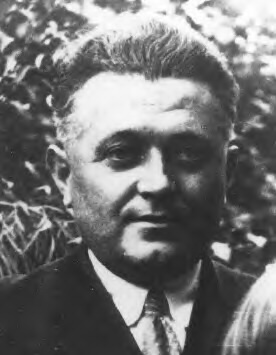
Corrado Govoni

Corrado Govoni (n. 29 octombrie 1884, Copparo, Emilia-Romagna, Italia – d. 20 octombrie 1965, Anzio, Lazio, Italia) a fost un poet italian.
Poezia sa, inițial influențată de d’Annunzio este caracterizată printr-un intens lirism și puternică explozie a imaginilor.

## Scrieri
- 1903 — Armonie în cenușiu și în tăcere ("Armonia in grigio ed in silenzio")
- 1911 — Poezii electrice ("Poesie elettriche")
- 1919 — Sfânta cea verde ("La santa verde")
- 1924 — Caietul viselor și al stelelor ("Il quaderno dei sogni e delle stelle")
- 1932 — Flautul magic ("Il flauto magico")
- 1938 — Cântece cu gura închisă ("Canzoni a bocca chiusa")
- 1943 — Confesiune în fața oglinzii ("Confessione davanti allo specchio")